# Azóia de Cima
Azóia de Cima est une ancienne freguesia portugaise située dans le District de Santarém.
Avec une superficie de 8,44 km2 et une population de 537 habitants (2001), la paroisse possède une densité de 63,7 hab/km2.

## Histoire
La loi no 11-A/2013 du 28 janvier 2013, portant réorganisation administrative du territoire des freguesias, fusionne Azóia de Cima avec la paroisse voisine de Tremês pour former l’União das Freguesias de Azoia de Cima e Tremês, dont le siège est à Tremês.